# Bourne Co. Music Publishers
Pour les articles homonymes, voir Bourne.
Bourne Co. Music Publishers aussi nommé Bourne Music Company est un éditeur américain de partitions musicales fondé dans les années 1920.
Son catalogue est éclectique et comprend les partitions d'artistes tel que Nat King Cole, Nas, Rat Pack, Crazy Frog, Al Jolson, Rod Stewart, Shirley Temple, Barbra Streisand mais aussi des musiques de productions cinématographiques ou télévisuelles telles que Dick Tracy, Superman, Rosebud, Charlot ainsi que les productions Disney des Silly Symphonies à Pinocchio.

## Historique
La société a été créée en 1919 par Saul Bourne et Irving Berlin à New York. Le compositeur Irving Berlin avait composé de nombreuses chansons et décidé de créer sa propre société de gestion de droits la Irving Berlin Music indépendante des grandes maisons d'éditions phonographiques, société confiée à son agent Saul Bourne.
Peu après la sortie du court métrage Les Trois Petits Cochons (mai 1933), Roy O. Disney est contacté par Saul Bourne alors agent du compositeur Irving Berlin qui lui propose de gérer les droits associés aux musiques des dessins animés. La gestion des droits des chansons des Silly Symphonies a donc été confié à Bourne.
Au début des années 1940, Irving Berlin et Saul Bourne ont scindé la Irving Berlin Music en deux, Berlin conservant ses compositions, Bourne créant la Bourne Co. Music pour le reste du catalogue dont les productions Disney.